# Pseudamycus evarchanus
Pseudamycus evarchanus är en spindelart som beskrevs av Embrik Strand 1915. Pseudamycus evarchanus ingår i släktet Pseudamycus och familjen hoppspindlar. Inga underarter finns listade i Catalogue of Life.